# Charles James Napier

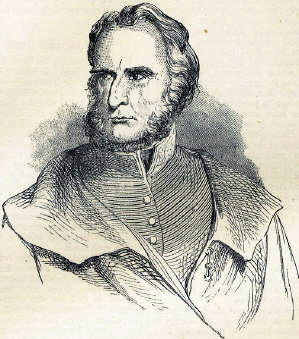
Charles James Napier

Charles James Napier (ur. 10 sierpnia 1782, zm. 29 sierpnia 1853 w Oaklands niedaleko Portsmouth) – brytyjski generał i naczelny dowódca w Indiach. Zdobywca prowincji Sindh w dzisiejszym Pakistanie. Najstarszy syn pułkownika George’a Napiera i lady Sarah Lennox, córki 2. księcia Richmond i Lennox.

## Początki kariery
Kiedy Charles miał 3 lata, jego rodzice przeprowadzili się do Irlandii i zamieszkali 10 mil od Dublina. Młody Napier często chorował i był krótkowidzem. 31 stycznia 1794 r. rozpoczął służbę w 33 regimencie, a już 8 maja otrzymał rangę porucznika 89 regimentu. Następnie opuścił armię i pobierał nauki w Celbridge. W 1799 roku, Charles został adiutantem dowodzącego wojskami brytyjskimi w okręgu Limerick, sir Jamesa Duffa.
Rok później zrezygnował ze stanowiska i przyłączył się do formowanego właśnie w Sussex 95. Regimentu. Przez kolejne dwa lata przebywał w południowej Anglii. W 1803 roku, został adiutantem swojego kuzyna, generała Henry’ego Edwarda Foxa, głównodowodzącego wojsk brytyjskich w Irlandii. Następnie udał się do Londynu, gdzie 22 grudnia 1803 roku został awansowany do stopnia kapitana w korpusie sztabowym. W 1804 roku, rozpoczął służbę w Chatham i Chelmsford. W tym samym roku zmarł jego ojciec, pozostawiając rodzinę w złej sytuacji finansowej. Wtedy premier William Pitt Młodszy ustanowił pensje dla wdowy i jej córek. Bracia Napiera rozpoczęli kariery w wojsku. W połowie 1805 roku, Napier został zatrudniony w Hythe, przy budowie kanału wojskowego.

## Wojna na Półwyspie Iberyjskim
29 maja 1806 roku, został majorem korpusu Kolonii Przylądkowej, lecz zamienił to stanowisko na analogiczne w 50 regimencie, który stacjonował w Bognor, w hrabstwie Sussex, gdzie został dowódcą batalionu. W 1808 roku, otrzymał rozkaz przyjazdu do Lizbony, gdzie otrzymał dowodzenie 1 batalionu 50 regimentu, w brygadzie lorda Williama Bentincka. Napier odznaczył się w bitwie pod Coruñą 16 stycznia 1809 roku. Został tam pięciokrotnie ranny – odniósł raną postrzałową w nogę, był cięty szablą w głowę, bagnetem w plecy, a wybuch granatu połamał mu żebra; ponadto odniósł szereg obrażeń w wyniku uderzeń kolbą muszkietową. Francuski dobosz przewiózł jeńca do kwatery marszałka Soulta. 20 marca 1809 roku, został wypuszczony z niewoli (powołał się na swoją matkę, w owym czasie już ślepą), ale musiał przysiąc, że nie będzie walczył przeciwko Francuzom do czasu wymiany jeńców.
Wymiana nastąpiła ostatecznie w styczniu 1810 roku i Napier mógł dołączyć do swojej jednostki. 24 lipca 1810 roku był adiutantem generała Roberta Craufurda podczas bitwy pod Côa. Po upadku Almeidy, armia brytyjska cofnęła się, a Napier został przydzielony do sztabu głównodowodzącego na Półwyspie Iberyjskim lorda Wellingtona. 27 września w bitwie pod Buçaco, został postrzelony w twarz. Został przewieziony do Lizbony i pozostawał tam przez kilka miesięcy. W marcu 1811 roku rozpoczął starania powrót do armii. 14 marca dołączył do swojego regimentu. Dowiedział się również, że jego młodsi bracia, George i William, został ciężko ranni w stoczonej dzień wcześniej walce z oddziałami marszałka Massény.
Napier walczył następnie podczas bitwy pod Fuentes d’Onoro (5 maja 1811 roku) i podczas drugiego oblężenia Badajoz. 27 czerwca został podpułkownikiem 102 regimentu, który przybył z Australii na wyspę Guernsey. 25 sierpnia, udał się do Anglii i spędził kilka miesięcy ze swoją matką, po czym dołączył do swojej jednostki na Guernsey. Przed odjazdem, premier Liverpool zaproponował Napierowi stanowisko zarządcy Wysp Dziewiczych, na co Napier przystał. W styczniu 1812 roku, dołączył do regimentu i wypłynął na Bermudy. Do swojej nowej placówki przybył we wrześniu 1812 roku.

## W Ameryce Północnej
Napier otrzymał w maju 1813 roku rozkaz objęcia dowodzenia brygady, składającej się ze 102. Regimentu, oddziału Królewskiej Piechoty Morskiej oraz oddziału francuskich jeńców wojennych, która miała wziąć udział w ekspedycji generała Thomasa Beckwitha przeciwko Stanom Zjednoczonym. Wyprawa została przetransportowana flotą do Hampton Roads i wysadzona u ujścia rzeki Elizabeth. Napier poprowadził atak na Little Hampton i zdobył miasto. W sierpniu jednostka Napiera połączyła się z flotą admirała George’a Cockburna i brała udział w szeregu mniejszych operacji na wybrzeżu Karoliny. Później Napier i jego regiment znaleźli się w Nowej Szkocji. Napier chciał jednak powrócić w szeregi 50 regimentu i wziąć udział w wojnie z Francją. Jego prośby zostały wysłuchane i we wrześniu 1813 r. Napier powrócił do Europy.

## Z powrotem w Europie
Zanim dołączył do 50 regimentu, zakończyła się wojna z Francją. Napier pozostał w swoim regimencie do grudnia 1814 roku, kiedy to przeprowadzono redukcję etatów. Rozpoczął wtedy naukę w akademii wojskowej w Farnham. Kiedy w marcu 1815 roku Napoleon Bonaparte powrócił z Elby, Napier udał się jako ochotnik do Gandawy. Brał udział w szturmie Cambrai i w marszu sprzymierzonych sił na Paryż. Otrzymał ordery i odznaczenia za swoją postawę w walkach na Półwyspie Iberyjskim i Ameryce Północnej i został wymieniony w rozkazie dziennym. Za postawę pod Coruñą otrzymał złoty medal, za postawę pod Busaco i Fuentes d’Onoro otrzymał srebrny medal z dwiema klamrami. Został również kawalerem Orderu Łaźni.
Podczas żeglugi powrotnej na Wyspy Brytyjskie, statek Napiera zatonął u wejścia do portu. Napier powrócił do Farnham i kontynuował tam naukę do 1817 roku. Studiował rolnictwo, architekturę i ekonomię. W maju 1819 roku, został mianowany inspektorem polowym na Wyspach Jońskich. W 1820 roku, został wysłany z poufną misją do Alego Paszy. W 1821 roku, opuścił Grecję, lecz powrócił w 1822 roku, mając nadzieję objęcia dowodzenia nad grecką armią, walczącą z Turkami. W marcu został mianowany komisarzem Kefalonii.
Prowadził tam roboty publiczne i poprawił stan dróg. Interesował się działaniami rządu greckiego i przesłał mu memorandum, w którym zawarł przegląd sytuacji militarnej i proponowane przez niego plany operacji wojennych. W 1823 roku został odwołany do Londynu. W drodze powrotnej spotkał się z jadącym do Grecji lordem Byronem, z którym się zaprzyjaźnił. Byron dał Napierowi list do komitetu greckiego w Londynie, w którym nazywał Napiera „człowiekiem, który powinien przewodzić armii greckiej”.
Napier znalazł się w Londynie na początku 1824 roku i nawiązał kontakt z komitetem, lecz jego propozycje zostały odrzucone. W konsekwencji, napisał pamflet na sprawy greckie. W 1825 roku wrócił do Grecji. Został awansowany do rangi pułkownika i pomógł Grekom wyprzeć oddziały Ibrahima Paszy z Morei. Wkrótce jednak poróżnił się z rządem greckim na temat finansowania armii. W 1826 roku, na wieść o śmierci matki, powrócił do Anglii. W Grecji był z powrotem w 1827 roku, lecz nie odegrał już żadnej roli. Popadł w konflikt z nowym komisarzem Kefalonii, Frederickiem Adamem. Kiedy w 1830 roku, Napier wracał do Anglii, został przez Adama oskarżony o nadużycia. Zarzuty nie potwierdziły się, ale Adam zapowiedział, że nie wpuści Napiera do Kefalonii.
Kolejne lata Napier spędził ze swoją rodziną w Berkshire, Hampshire i w Bath. W kwietniu 1827 roku poślubił Elizabeth Oakeley (zm. 31 lipca 1833), córkę Thomasa Oakeleya. Po jej śmierci ożenił się w 1835 roku z Frances Phillips (zm. 22 czerwca 1872), córką Williama Phillipsa. Z obydwu tych małżeństw nie miał potomstwa. Zajmował się polityką i brał udział w dyskusji o prawach ubogich. Pisał również książki – wspomnienia ”Blaski i cienie żołnierskiego życia” oraz powieść historyczną ”Harold”, której rękopis zaginął.
10 stycznia 1837 roku, otrzymał awans na stopień generała-majora. W marcu 1838 roku, przeprowadził się do Milford Haven. W czerwcu został odznaczony Krzyżem Komandorskim Orderu Łaźni. Przez pewien czas był gubernatorem porucznikiem Jersey. Później odbył krótką podróż do Irlandii. W kwietniu 1839 roku, powierzono mu dowodzenie nad wojskami w hrabstwach północnych. Popularność na tych terenach zyskał ruch Czartystów. W kwietniu 1841 roku, otrzymał propozycję objęcia stanowiska wojskowego w Indiach, dokąd wyruszył w październiku.

## Służba w Indiach

### Podbój Sindhu
Na miejscu gubernator generalny Indii lord Ellenborough powierzył mu dowodzenie w prowincji Poona. W sierpniu 1842 roku, otrzymał rozkaz udania się do prowincji Sindh na terenach obecnego Pakistanu. 3 września wypłynął z Bombaju. Podczas rejsu, wybuchła epidemia cholery, na którą zmarły 54 osoby, zanim flota przybyła do Karaczi. Tam oddziały poniosły kolejne straty, wskutek wybuchu granatów. Wyruszył w górę Indusu, do Hajdarabadu i Sakharu. Tam dowiedział się, że został najwyższym pełnomocnikiem gubernatora generalnego i przejął władzę w prowincji. Władza Korony brytyjskiej w Sindhu ograniczała się okolic garnizonów w Shikarpurze, Bakharze i Karaczi. Teren prowincji był podzielony między 3 emirów: Kahirpuru, Hajdarabadu i Mirpuru. Ellenborough już wcześniej poinstruował kapitana Jamesa Outrama, który kierował brytyjską administracją na tym terenie, że każdy przejaw buntu emirów musi zakończyć się brytyjską interwencją. Napier, po zapoznaniu się z raportami Outrama o samodzielności emirów, doszedł do wniosku, że brytyjska interwencja jest nieunikniona.
Napier napisał nowy traktat między Koroną brytyjską a emirami z Sindhu. Ellenborough zaakceptował jego treść i polecił przekazać go emirom w formie ultimatum. Traktat zakładał przejęcie przez Brytyjczyków kontroli nad częścią terytoriów Khairpuru i Hajdarabadu. 15 grudnia 1842 roku wojska brytyjskie przekroczyły Indus i rozpoczęły okupację wymienionych w traktacie terytoriów. Napier umieścił swoją kwaterę główną w Rohri. Wspomagające Brytyjczyków oddziały bengalskie wzięły do niewoli emirów z Szbzalkotu i Bhang-Bary. 31 grudnia Napier zaatakował twierdzę Imamghar, położoną na wschodzie prowincji. 350 żołnierzy z 22. Regimentu Królowej posadził na wielbłądy (po dwóch), zabrał dwa 24-funtowe działa i 200 koni, i wyruszył w drogę 5 stycznia 1843 roku. Po tygodniu dotarł na miejsce, gdzie okazało się, że 2 tysiące żołnierzy garnizonu ewakuowały się kilka dni wcześniej. Po trzydniowym odpoczynku, Napier wysadził fortecę i udał się w kierunku Indusu. 21 stycznia zdobył Pir Abu Bakar, który uczynił swoim głównym obozem.
Tymczasem towarzyszący Napierowi Outram, zaproponował przekonanie emirów do przyjęcia traktatu drogą negocjacji. Napier odniósł się sceptycznie, lecz ostatecznie wyraził zgodę. Outram udał się do Kahirpuru i rozesłał swoich komisarzy do emirów, którzy mieli stawić się do 20 stycznia i podpisać traktat. Termin przesuwano następnie do 25 stycznia, 1 lutego i 6 lutego, ale emirowie nie przybywali. W tym czasie Napier wysłał Outrama do Hajdarabadu, a sam ruszył powolnym marszem na południe. 30 stycznia dotarł do Nowshery. Tam dotarły do nich wieści od Outrama, że emirowie zbliżają się do Kahirpuru, aby podpisać traktat i życzą sobie obecności Napiera. Ten jednak nie ufając emirom odmówił. 12 lutego doszło do spotkania Outrema z emirami. Początkowo ustępliwi dostojnicy z biegiem czasu stawiali coraz twardsze żądania. Ponieważ każdy z nich przybył z oddziałem zbrojnych, Outram uznał za stosowne zabarykadować się w swojej rezydencji. 15 lutego oddziały emirów zaatakowały budynek, ale Outramowi i towarzyszącym mu żołnierzom udało się po kilku godzinach obrony wydostać się z okrążenia i dotrzeć do głównych sił.
W międzyczasie maszerujący na południe Napier zorientował się, że ścigają go siły emirów. Zwiadowcy różnie oceniali ich liczbę, ale było ich nie mniej niż 22 000. Siły Napiera liczyły 2800 ludzi, z czego 500 Brytyjczyków. Ponadto 200 ludzi zostało skierowanych do podpalenia lasu na flance nieprzyjaciela, a 400 ludzi chroniło tabory. Do spotkania obu armii doszło pod Meanee 17 lutego. Napier ustawił tabory w drugiej linii. Na lewym skrzydle stacjonowała artyleria (12 dział) i 50 saperów, dalej 22. Regiment Królowej, 25., 12. i 1 pułk grenadierów hinduskich i 9 pułk kawalerii bengalskiej. Uformowane w eszelony regimenty piechoty otworzyły ogień, odrzucając oddziały emirów znad rzeki Falaili. Zwiększający się napór Brytyjczyków i celny ogień artylerii wywołał panikę w części oddziałów. Napier zauważył to i rozkazał swojej kawalerii zaatakować prawe skrzydło wroga. Szarża odrzuciła nieprzyjaciół od rzeki. Zamieszanie w ich szeregach wykorzystała piechota. Emirowie uznali wówczas, że bitwa jest przegrana i rozpoczęli odwrót. Ich straty wyniosły ponad 6000 zabitych i rannych. Brytyjczycy stracili 20 oficerów i 250 żołnierzy. Hyderabad został obroniony, a 6 emirów zrezygnowało z dalszej walki z Brytyjczykami.
Tymczasem emir Shir Muhammad, zwany Lwem Mirpuru, maszerował przeciwko Brytyjczykom na czele 1000 ludzi. Będąc w pobliżu pola bitwy dowiedział się klęsce emirów i zdecydował wycofać się do Mirpuru. Tam pod jego rozkazy zgłosiło się 25 000 ludzi. Jednak upadły i fakt, że od Napiera oddzielało go wiele kilometrów pustyni powstrzymały Shira Muhammada od natychmiastowego ataku. Napier tymczasem zebrał tyle wojska ile zdołał, założył obóz nad Indusem i czekał. 23 marca Shir Muhammad wysłał posłów do Napiera domagając się jego kapitulacji. Generał odrzucił tę propozycję i następnego dnia ruszył przeciwko emirowi. Na nieprzyjaciela natknął się w Dubbie, 8 mil na północny zachód od swojego obozu. Shir Muhammad dysponował 26 000 żołnierzy i 15 działami. Siły brytyjskie liczyły 5000 żołnierzy, w tym 1100 kawalerzystów i 19 dział. Bitwa rozpoczęła się 9 rano. Brytyjska artyleria konna otworzyła ogień, a do ataku ruszył 22. Regiment. Tym razem jednak nieprzyjaciel stawił zacięty opór i wprowadził do walki drugą linię swoich oddziałów, której istnienia Napier nie podejrzewał. Brytyjski generał poprowadził wówczas atak piechoty. Oddziału emira nie wytrzymały naporu i zaczęły się cofać. Shir Muhammad stracił 5000 ludzi, Napier 270 (z czego 147 należało do 22 regimentu). Napier odznaczył się podczas bitwy wielką odwagą, ubito pod nim konia, a pod koniec bitwy w jego pobliżu eksplodował wóz z amunicją, zabijając wielu ludzi obok generała, ale on sam, mimo iż pękła mu w ręce szabla, nie odniósł obrażeń.
Napier wysłał swoich rannych do Hyderabadu i ruszył w pościg za Shir Muhamsem. 27 marca dotarł do opuszczonego Mirpuru. Shir zabrał swoją rodzinę i skarby i uciekł do Omerkotu, 100 mil od Dubby, w sercu pustyni. Napier pozostał w Mirpurze i wysłał kawalerię i część artylerii do Omerkotu. Sam 9 kwietnia wrócił do Hajdarabadu. Od oddziału wysłanego przeciwko emirowi nie było żadnych wieści, więc Napier wysłał kolejne oddziały pod dowództwem pułkownika Robertsa i majora Jacoba. Wielu ludzi zginęło podczas marszu przez pustynię. Pozostający w Hajdarabadzie Napier dostał udaru słonecznego. Ostatecznie przyszła do miasta wieść, że 14 czerwca major Jacob pokonał Shir Muhammada pod Shah-dal-pur. Wojna była zakończona. Do lorda Ellenborougha Napier wysłał krótką wiadomość: Peccavi, co znaczy zgrzeszyłem (po angielsku I have sinned, brzmienie podobne do prowincji Sindh).

### Organizacja prowincji
Podbity kraj należało zorganizować. Istniały dwie tego koncepcje. Pierwsza, popierana przez lorda Ellenborougha, zakładała aneksję Sindhu przy jednoczesnym pozostawieniu u władzy emirów, z którym należało zawrzeć odrębne traktaty. Z drugiej strony uważano, że pozostawienie niezależnych emirów osłabi brytyjski plan uczynienia z prowincji „tarczy przeciwko afgańskiej nawałnicy” (zaledwie kilka miesięcy wcześniej, w grudniu 1842 r., afgański władca Dost Mohammad Chan zniszczył brytyjską armię wysłaną do Afganistanu).
W prowincji Napier dał się poznać jako zdolny administrator i organizator. Na ważniejsze stanowiska powołał wojskowych, ale stworzył też sprawną władzę cywilną oraz siły policyjne. Rozpoczął też działania mające na celu uczynienie z Karaczi drugiego co do znaczenia portu w Indiach. Prowadził bogatą korespondencję z gubernatorem i lokalną administracją, mimo iż dwukrotnie ciężko chorował. 24 maja 1844 r. świętował urodziny królowej Wiktorii, podczas których odebrał hołd od 3000 dostojników z Sindhu. Sprawnie przeprowadzony podbój przydał Napierowi uznania w Londynie. Listy z gratulacjami pisali książę Wellington i premier Robert Peel.
Pod koniec 1844 r. Napier przedsięwziął wyprawę przeciwko górskim plemionom atakującym Sindh. Przed świętami dotarł do Sakharu, który uczynił swoją główną bazą operacyjną przeciwko przywódcy plemiennemu Bejowi Chanowi Dumkiemu. Podczas marszu armia Napiera padła ofiarą gorączki. Beja Chan zdecydował się to wykorzystać i zaatakować Brytyjczyków z zasadzki. Napier jednak sprawnie ustawił swoje wojsko w szyk bojowy i zmusił górali do ucieczki, biorąc do niewoli 1000 jeńców. W styczniu 1845 r. zdobył ważne miasta Pulaji, Shahpur i Ooch, ale nie udało mu się schwytać Beji Chana. Udało się to dopiero 9 marca, kiedy Beja Chan i jego ludzie zostali otoczeni w Traki. W międzyczasie lord Ellenborough został odwołany ze stanowiska. Jego następcą został sir Henry Hardinge, który pogratulował Napierowi udanej kampanii. Pod koniec marca Napier powrócił do spraw administracji prowincji.
Sławna stała się postawa Napiera wobec hinduskiego zwyczaju sati, czyli palenia żywcem wdowy na stosie pogrzebowym jej męża. Napier, jak i całe brytyjskie władze, zakazał praktykowania tego obyczaju. Delegacja Hindusów udała się do niego mówiąc, że muszą praktykować swoje zwyczaje. Napier wówczas odpowiedział:

Mówicie, że macie zwyczaj palenia wdów. Nie ma sprawy. My także mamy pewien zwyczaj: jeśli ktokolwiek spali żywcem kobietę, temu zawijamy węzeł wokół szyi i wieszamy. Budujcie swoje stosy pogrzebowe, moi cieśle będą wtedy wznosić szubienice. Możecie postępować wedle swojego zwyczaju. My wówczas postąpimy wedle swojego.

Polityka Napiera w prowincji nie wszystkim przypadła do gustu. Głównymi oponentami generała byli oficjele Kompanii Wschodnioindyjskiej, których Napier z wzajemnością nie lubił. Nieprzychylne opinie na temat Charlesa pojawiające się w Wielkiej Brytanii skłoniły jego młodszego brata, Williama, znanego historyka, do napisania prac broniących polityki jego starszego brata. Były to Historia podboju Scindy z 1845 r. i Historia administracji w Scindzie z 1851 r.

### Głównodowodzący wojsk w Indiach
13 grudnia 1845 r. wybuchła pierwsza wojna z Sikhami. 24 grudnia Napier otrzymał rozkaz udania się do Rohri. Przybył tam 6 lutego 1846 r., jako dowódca 15 000 ludzi. Podczas koncentracji Sikhowie zaatakowali Foreczeshah. Hardinge nakazał Napierowi stawić się osobiście w jego kwaterze głównej w Bhawalpur. 3 marca dotarł do Lahaur, gdzie dowiedział się, że Hardinge i generał Hugh Gough zwyciężyli Sikhów pod Sobraon. Wojna była zakończona. Na początku kwietnia Napier wrócił do Karaczi, gdzie wybuchła epidemia cholery, podczas której zmarł jego ulubiony bratanek John Napier. Również stan zdrowia Charlesa pogorszył się, ale udało mu się wyjść z choroby. 9 listopada 1846 r. został awansowany do stopnia generała-porucznika. W lipcu 1847 r. skłócony z decydentami z Kompanii Wschodnioindyjskiej zrezygnował ze stanowiska gubernatora Sindhu.
1 października opuścił Indie i wrócił do Europy. W drodze powrotnej odwiedził w maju 1848 w Paryżu marszałka Soulta. Stary marszałek powiedział Napierowi, że ceni go za jego operacje w Chinach (!) i sam by ich lepiej nie przeprowadził. W Londynie gratulowali mu książę Wellington, były już premier Peel i lord Ellenborough, którego Napier nigdy osobiście nie poznał, mimo iż kilka lat współpracował z nim w Indiach. Po krótkiej wizycie w Irlandii, gdzie spotkał się z gorącym przyjęciem, osiadł w Cheltenham i napisał pamflet na organizację zaopatrzenia w armii indyjskiej. Tymczasem w 1848 r. wybuchła kolejna wojna z Sikhami. Głównodowodzący wojsk w Indiach, lord Gough, stłumił powstanie, ale jego dowodzenie (zwłaszcza w bitwie pod Chillianwala) pozostawiało wiele do życzenia. W Londynie zapadła decyzja o odwołaniu Gougha z funkcji głównodowodzącego.
Wybór nowego głównodowodzącego nie był łatwy. Z prośbą o pomoc zwrócono się do księcia Wellingtona, który wskazał Napiera. Ta nominacja została źle przyjęta i Wellington musiał nominować kogoś innego. Nominował młodszego brata Charlesa, George’a, ale ten odmówił. Kolejny kandydat, sir William Maynard Gomm, wypłynął nawet na Mauritius, ale opinia publiczna domagała się nominacji dla Charlesa Napiera. Kompania musiała ugiąć się przed żądaniami, ale dała Napierowi stanowisko bez prawa zasiadania w najwyższej radzie. Napier odmówił przyjęcia tej propozycji i ostatecznie pozwolono mu zasiadać w radzie. 24 marca 1849 r. Napier opuścił Anglię i 6 maja przybył do Kalkuty. Wojna w tym czasie była już skończona.
W listopadzie 1849 r. zbuntowały się niektóre oddziały hinduskie. Napier był zdeterminowany zdusić rebelię w zarodku. 66. Regiment w styczniu 1850 r. opanował Gorindghur i odmówił dalszej służby. Napier zaatakował buntowników i wydalił z regimentu wszystkich Hindusów na ich miejsce wsadzając lojalnych Gurkhów. W międzyczasie zmieniono zasady racjonowania żywności w pułkach sipajów, co groziło kolejnym buntem. Ponieważ gubernator lord Dalhousie był nieobecny a najwyższa rada nie mogła się zebrać, Napier rozwiązał ten problem samodzielnie, stając po stronie sipajów i zmuszając intendenturę do powrotu do dawnych sposobów przyznawania żywności. Napier otrzymał za to surową reprymendę od Dalhousiego za przekroczenie kompetencji. Napier nie nawiązał przyjaznych kontaktów z gubernatorem i uznał, że jego dalszy pobyt w Indiach nie ma sensu. Na początku 1851 r. zrezygnował ze stanowiska głównodowodzącego i w marcu powrócił do Anglii.

## Ostatnie lata
Po powrocie, zakupił posiadłość w Oaklands niedaleko Portsmouth. Chorował od czasu drogi do Lahaur w 1846 roku. Rozpoczął pisanie książki ”Błędy, cywilne i militarne, władz indyjskich”, której nigdy nie ukończył, a która została wydana po jego śmierci przez jego brata Williama. Pomimo choroby, brał udział w licznych wydarzeniach publicznych (m.in. pogrzeb księcia Wellingtona). Po pogrzebie pogorszył się jego stan zdrowia. Zmarł 29 sierpnia 1853 roku. Został pochowany w kaplicy garnizonowej w Portsmouth. Mimo iż był to prywatny pogrzeb, przybyli na niego lord Ellenborough, lord Hardinge i wielu innych oficerów, a wartę nad grobem trzymał miejscowy garnizon.
Napier był popularny i przez niektórych uważany za bohatera. Poświęcał wiele uwagi swoim żołnierzom. Był bardzo religijny, hojny, apodyktyczny i gwałtowny.